# C'mon C'mon (película)
C'mon C'mon es una película dramática estadounidense en blanco y negro de 2021 escrita y dirigida por Mike Mills. Está protagonizada por Joaquin Phoenix, Gaby Hoffmann, Scoot McNairy, Molly Webster, Jaboukie Young-White y Woody Norman. La película tuvo su estreno mundial en la edición 48 del Festival de Cine de Telluride el 2 de septiembre de 2021.

## Sinopsis
Un artista (Phoenix) que se fue para cuidar a su precoz y joven sobrino (Norman) forja un vínculo inesperado durante un viaje a campo traviesa.

## Reparto
- Joaquin Phoenix como Johnny
- Gaby Hoffmann como Viv
- Woody Norman como Jesse
- Molly Webster como Roxanne[2]
- Jaboukie Young-White[3] como Fernando
- Scoot McNairy como Paul

## Producción
En septiembre de 2019, se anunció que Joaquin Phoenix había sido elegido para la película, con Mike Mills dirigiendo a partir de un guion que él escribió, y A24 distribuyendo. En octubre de 2019, Gaby Hoffmann se unió al elenco de la película.
La fotografía principal comenzó en noviembre de 2019 y terminó en enero de 2020. La película se rodó principalmente en Nueva Orleans, Nueva York, Los Ángeles y Detroit. En diciembre de 2019, el director de fotografía Robbie Ryan reveló que estaba filmando la película. En febrero de 2020, se anunció que Woody Norman se había unido al elenco de la película.
En la película, el personaje de Joaquin Phoenix, Johnny, trabaja como periodista de radio. La coprotagonista Molly Webster, que interpreta a Roxanne, es una periodista de radio pública de la vida real y corresponsal principal de Radiolab de WNYC.

## Lanzamiento
C'mon C'mon tuvo su estreno mundial en el Festival de Cine de Telluride el 2 de septiembre de 2021. También está programado para proyectarse en el Festival de Cine de Nueva York el 4 de octubre de 2021. La película fue seleccionada para ser la película que de apertura el Festival Internacional de Cine de San Diego el 14 de octubre de 2021.
 

## Premios y nominaciones
| Premio                                                            | Fecha                   | Categoría                                 | Nominado(s)     | Resultado | Ref.   |
| ----------------------------------------------------------------- | ----------------------- | ----------------------------------------- | --------------- | --------- | ------ |
| Camerimage                                                        | 20 de noviembre de 2021 | Competencia principal                     | Robbie Ryan     | Ganador   | [ 20 ] |
| Premios Gotham                                                    | 29 de noviembre de 2021 | Mejor actuación protagonista              | Joaquin Phoenix | Nominado  | [ 21 ] |
| Premios Gotham                                                    | 29 de noviembre de 2021 | Mejor actuación de reparto                | Gaby Hoffmann   | Nominada  | [ 21 ] |
| Detroit Film Critics Society                                      | 6 de diciembre de 2021  | Interpretación revelación                 | Woody Norman    | Ganador   | [ 22 ] |
| Washington D. C. Area Film Critics Association Awards             | 6 de diciembre de 2021  | Mejor interpretación juvenil              | Woody Norman    | Ganador   | [ 23 ] |
| Washington D. C. Area Film Critics Association Awards             | 6 de diciembre de 2021  | Mejor guion original                      | Mike Mills      | Nominado  | [ 23 ] |
| National Board of Review                                          | 3 de diciembre de 2021  | Top 10 Películas Independientes           | C'mon C'mon     | Ganadora  | [ 24 ] |
| Círculo de Críticos de Cine del Área de la Bahía de San Francisco | 10 de enero de 2022     | Mejor guion original                      | Mike Mills      | Ganador   | [ 25 ] |
| Asociación de Críticos de Cine de Austin                          | 11 de enero de 2022     | Mejor guion original                      | Mike Mills      | Nominado  | [ 26 ] |
| London Film Critics Circle Awards                                 | 6 de febrero de 2022    | Mejor intérprete joven británico/irlandés | Woody Norman    | Ganador   | [ 27 ] |
| Premios Independent Spirit                                        | 6 de marzo de 2022      | Mejor película                            | C'mon C'mon     | Nominado  | [ 28 ] |
| Premios Independent Spirit                                        | 6 de marzo de 2022      | Mejor director                            | Mike Mills      | Nominado  | [ 28 ] |
| Premios Independent Spirit                                        | 6 de marzo de 2022      | Mejor guion                               | Mike Mills      | Nominado  | [ 28 ] |
| Premios BAFTA                                                     | 13 de marzo de 2022     | Mejor actor de reparto                    | Woody Norman    | Nominado  | [ 29 ] |
| Premios Satellite                                                 | 18 de marzo de 2022     | Mejor actor - Drama                       | Joaquin Phoenix | Nominado  | [ 30 ] |
| Premios Satellite                                                 | 18 de marzo de 2022     | Mejor guion original                      | Mike Mills      | Nominado  | [ 30 ] |
| Premios Satellite                                                 | 18 de marzo de 2022     | Mejor fotografía                          | Robbie Ryan     | Nominado  | [ 30 ] |